# 酒井忠温 (庄内藩主)
酒井 忠温（さかい ただあつ）は、出羽庄内藩の第6代藩主。酒井佐衛門尉家第12代当主。第5代藩主・酒井忠寄の長男。母は前田綱紀の養女（浅野吉長の娘・蝶姫）。正室は筑前福岡藩主・黒田継高の娘、為姫。

## 年譜
- 享保17年（1732年）7月17日、庄内藩第5代藩主・酒井忠寄の長男として生まれる。
- 延享3年（1746年）12月に叙任する。
- 明和3年（1766年）、家督を継ぎ、庄内藩第6代藩主、左衛門尉酒井家第12代当主となる。
- 明和4年1月16日、死去。享年36。

## 系譜
- 父：酒井忠寄
- 母：蝶姫 - 前田綱紀の養女、浅野吉長の娘
- 正室：為姫、心珠院 - 黒田継高の次女
  - 次男：酒井忠徳（1755-1812）
- 生母不明の子女
  - 長男：酒井忠順（1752-1824）